# Ca n'Olivet
Ca n'Olivet és una casa de Maçanet de Cabrenys (Alt Empordà) inclosa a l'Inventari del Patrimoni Arquitectònic de Catalunya.

## Descripció
Gran casal al centre del poble orientat a tramuntana, format per dos cossos bastits a banda i banda de l'antiga muralla. El de dintre el nucli té planta baixa i pis, mentre que l'altre, orientat a migdia, degut al fort desnivell del terreny presenta planta baixa i tres pisos. El nord està lleugerament esbiaixat i marca una part del perfil de la plaça més antiga de Maçanet. De notables dimensions, aquesta façana principal disposa de poques obertures, i les finestres són de petites dimensions. El que sí sobresurt en ell i en certa forma li dona un aire noble, és la gran porta d'entrada, amb pilastres laterals i un marcat encoixinat que ressegueix l'arc. Encara s'observen uns restes molts malmesos de pintures a les teules que conformen el ràfec de la teulada. Tot i la seva destrucció podem distingir unes composicions a base de figures geomètriques i de motius vegetals. Tota la construcció s'aixeca en el lloc del recinte emmurallat d'època medieval ; malgrat això no observem la presència d'elements de caràcter defensiu. Té coberta a dues aigües suportada per cairats de fusta.

## Història
No tenim notícies d'aquest edificis, l'únic que podem assegurar és que tenim una data (175?) que es llegeix sobre una de les fienstres de la façana principal. encara que es troba aïllada potser resulta indicativa del moment en què s'aixecà el casal.